# Mont Reguet
Le mont Reguet est une montagne de France située dans le massif du Beaufortain, en Savoie.
Culminant à 1 515 mètres d'altitude, il constitue le dernier sommet sur la crête partant du mont de Vorès en direction du nord-ouest et domine Flumet au nord-ouest, Notre-Dame-de-Bellecombe installé sur ses pentes occidentales ainsi que Crest-Voland et Saint-Nicolas-la-Chapelle au sud-ouest. Ses pentes sont couvertes par des remontées mécaniques — un télésiège et huit téléskis — et des pistes de ski des stations de sports d'hiver de Praz-sur-Arly et de Notre-Dame-de-Bellecombe faisant partie du domaine skiable de l'Espace Diamant.

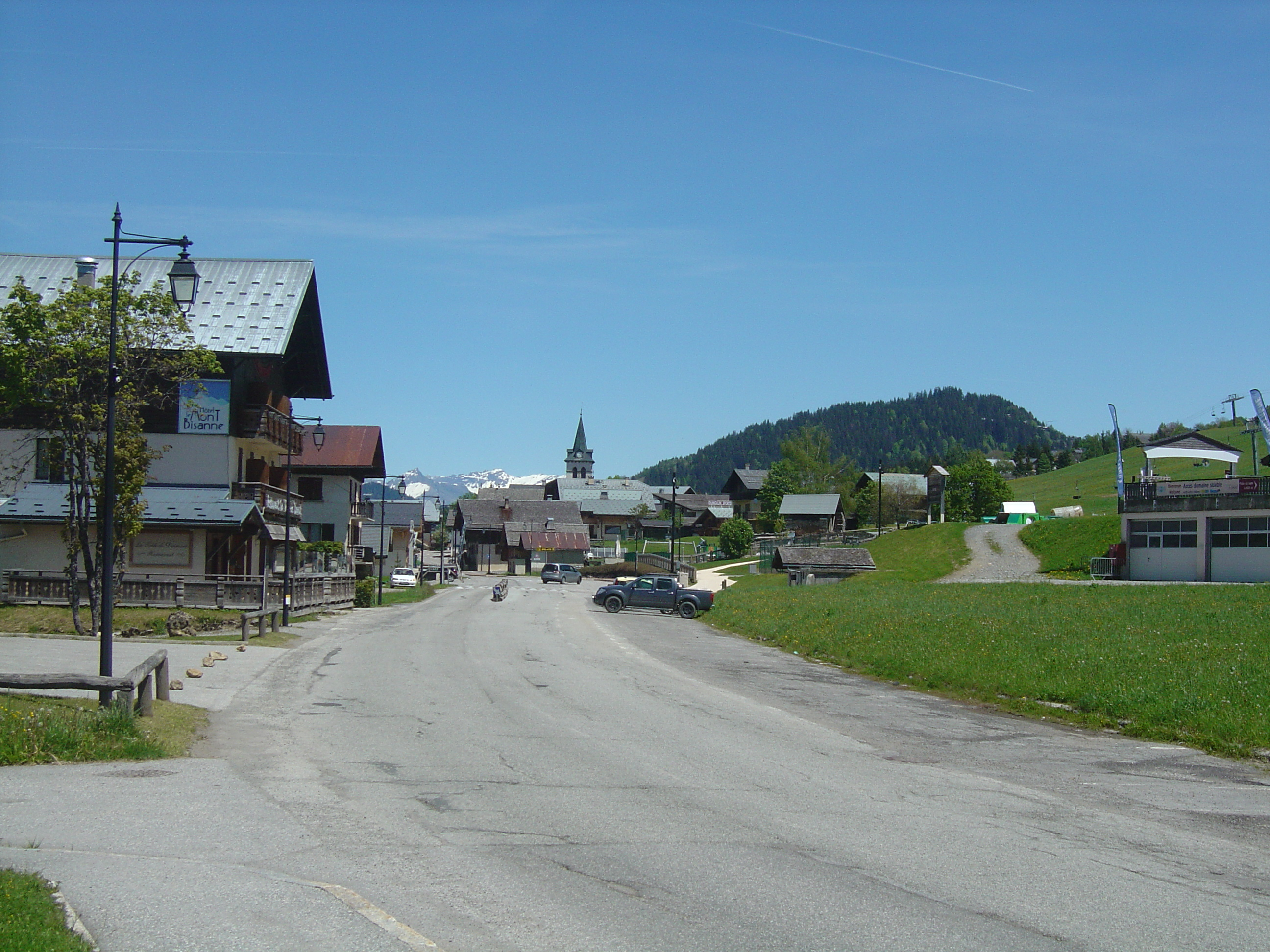
Vue du mont Reguet depuis Crest-Voland au sud-ouest.

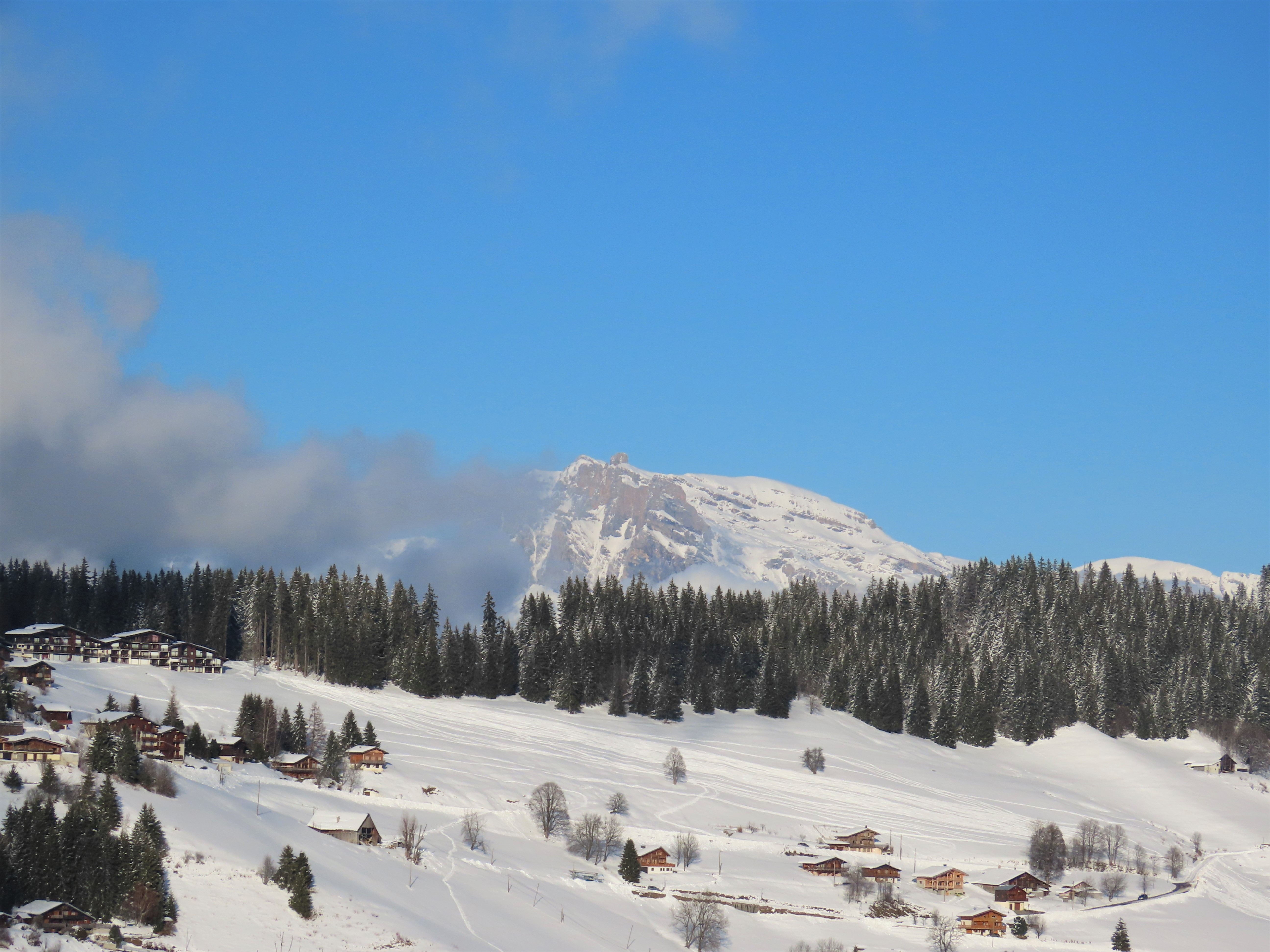
Vue hivernale du mont Reguet avec l'aiguille Rouge au dernier plan depuis Crest-Voland au sud-ouest.